# Genes ParaHox
Los genes ParaHox son una familia de genes muy relacionados con los genes Hox. Este clúster de genes resulta ser crucial para el desarrollo del cerebro y del tubo neural (entre otros), y comparte muchas similitudes con los genes Hox. Entre ellas, la existencia de tres homeoboxes “Hox-related”, que codifican para un grupo de factores de transcripción estrechamente relacionados con los mencionados más arriba. Como algunos Hox, estos genes están unidos a receptores tipo tirosinkinasa. 
La combinación de filogenia y otros estudios muestra, con el ejemplo de los ParaHox, la presencia de duplicaciones y pérdidas génicas como fenómeno importante en la evolución de los genomas.